# Pseudoterpna
Pseudoterpna là một chi bướm đêm thuộc họ Geometridae.